# Collegiata di Santa Maria Assunta (Faicchio)
La collegiata di Santa Maria Assunta è la chiesa parrocchiale di Faicchio.

## Storia
La chiesa, già arcipretale, divenne collegiata nel 1446 quando mons. Marcuzio Brancia unì le chiese parrocchiali di San Pietro di Massa, Sant'Apollinare, San Giovanni e di Santa Maria di Piazzano ad essa assieme ad alcuni benefici semplici.
Nel documento di fondazione della Collegiata, veniva investito quale primo arciprete a capo della Collegiata, il reverendo Don Antonio Scaringi.
All'epoca l'edificio era a tre navate e mons. Savino diceva che era capace di contenere il popolo. Un rifacimento avvenne a cura dell'Universitas nel 1662 a distanza di molti anni da due relazioni del 1618 e 1640 che dicevano che la chiesa era ormai in rovina "per l'inondatione del contiguo fiume... et perché i fedeli ricusano di più andarci per l'imminente pericolo di ruina...".
Il terremoto del 5 giugno 1688 rase al suolo la collegiata che venne subito ricostruita in forme minori.
Agli inizi del '900, il canonico Mariano Mongillo donò alla Parrocchia un poderoso organo a canne, sostituito poi da un nuovo organo, negli anni '60.
Altri gravi danni sono avvenuti durante la seconda guerra mondiale e a seguito del terremoto del 1962.
Un intervento di restauro è stato effettuato a seguito del terremoto del 1980 e con l'occasione sono stati recuperati anche i vani destinati un tempo a sepolture, posti nel piano interrato.
L'ultimo restauro è avvenuto a seguito dei danni causati dal terremoto del 29 dicembre 2013. La chiesa è stata riaperta al culto, dopo i lavori di restauro, il 20 febbraio 2016.

## Descrizione

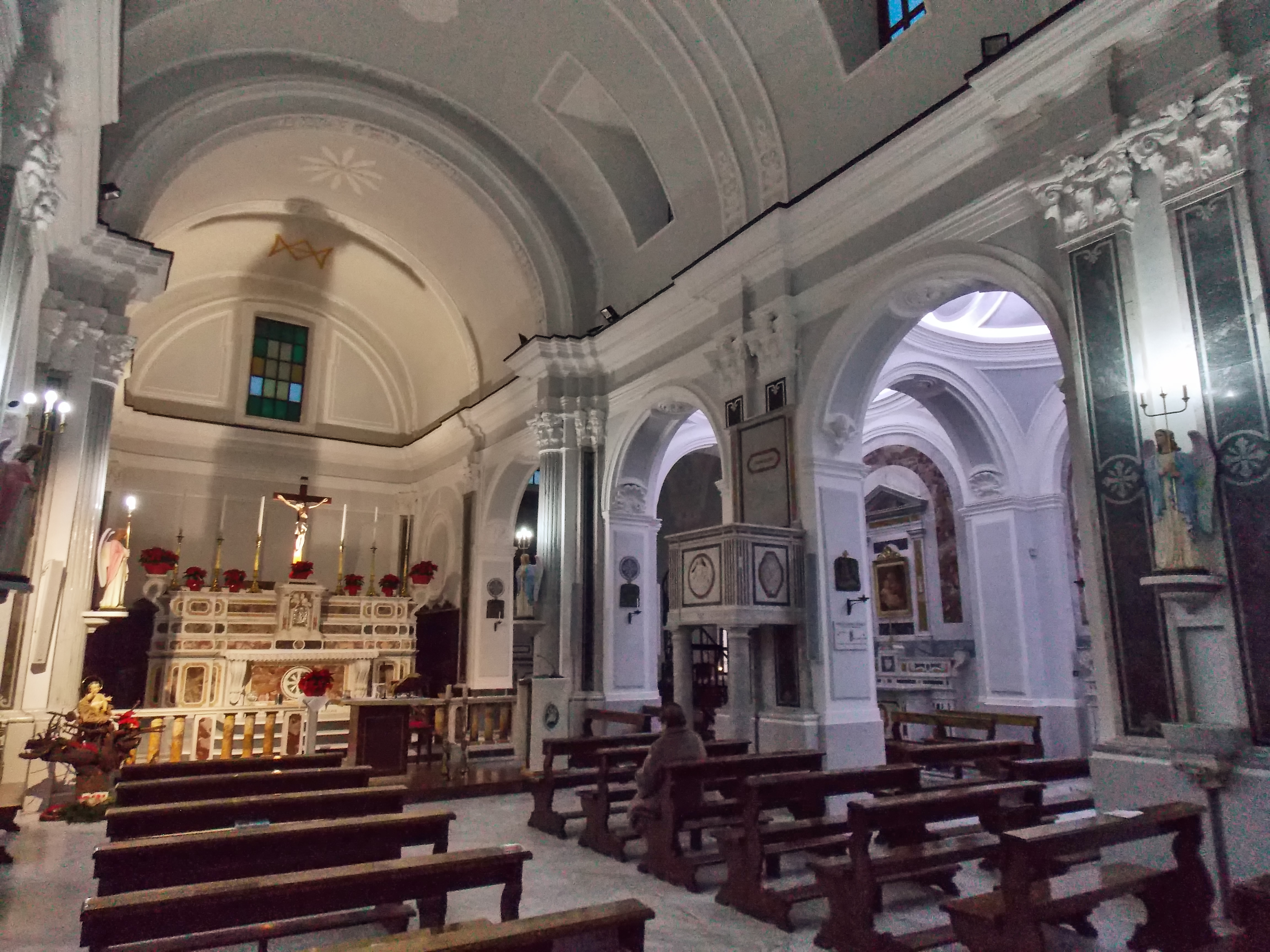
L'interno

### L'esterno
La chiesa è ubicata nel centro storico in via Collegiata.
La facciata si sviluppa su due livelli orizzontali (evidenziati da colori diversi) sovrastati da un timpano.
La chiesa è a tre navate con due porte di accesso, la principale immette nella navata centrale, la seconda porta immette nella navata destra. Nel portale maggiore è un'iscrizione che ricorda la ricostruzione avvenuta nel secondo dopoguerra.
A destra della facciata principale è addossato il campanile di epoca posteriore, sviluppato su tre livelli culminanti con una balconata. Annessi al campanile si trovano un piccolo giardino e la sacrestia.

### L'interno
L'interno della chiesa è diviso da tre navate, con volte a vela ai lati e volta a botte centrali, poggianti su grossi pilastri. L'attuale altare maggiore nasconde gli stalli, disposti lungo le pareti dell'abside. Oltre l'altare maggiore sono presenti altri otto altari, disposti nelle navate laterali (quattro per ogni lato).
L'interno conserva alcuni stucchi e marmi, delle sculture lignee ed una pregevole tela raffigurante la madonna del Rosario, situata nella navata di destra. Tra le statue si annoverano: la statua della Madonna Assunta (restaurata nel 2012), la statua del Sacro Cuore di Gesù, una statua di San Michele Arcangelo e una Madonna Addolorata.
Sul lato sinistro della navata centrale, affiancato a un pilastro, è presente un pulpito, realizzato in marmo.
A lato destro della porta d'ingresso si trova una lapide, posta il 1º settembre 2007 dal parroco Mons. Gaetano Ciaburri, contenente la cronotassi dei parroci della Collegiata, dal 1552.
Sulla cantoria in controfacciata si trova un organo a canne a trasmissione elettropneumatica installato negli anni 1960 dalla ditta Graziano Tubi di Lecco. L'acquisto dell'organo venne sovvenzionato dal medico e professore Giuseppe De Blasi.